# Diclorotiofosfato de metila
Diclorotiofosfato de metila é o composto orgânico de fórmula CH3Cl2OPS e massa molecular 164,978682. É classificado com o número CAS 2523-94-6.